# Cioc

Tipuri de ciocuri

Ciocul este partea anterioară, terminală a capului pasăre păsărilor, care înlocuiește sistemul dentar. Este alcătuit din maxilarul superior și mandibulă și este îmbrăcat la exterior .Ciocul ajuta pasările sa mănânce acesta fiind alcătuit și dintr-o limbă subțire 
într-un înveliș cornos. 